# Fauverney
Fauverney est une commune française située dans le département de la Côte-d'Or en région Bourgogne-Franche-Comté.

## Géographie

### Climat
Pour des articles plus généraux, voir Climat de la Bourgogne-Franche-Comté et Climat de la Côte-d'Or.
En 2010, le climat de la commune est de type climat océanique dégradé des plaines du Centre et du Nord, selon une étude du Centre national de la recherche scientifique s'appuyant sur une série de données couvrant la période 1971-2000. En 2020, Météo-France publie une typologie des climats de la France métropolitaine dans laquelle la commune est dans une zone de transition entre le climat océanique altéré et le climat océanique altéré et est dans la région climatique  Bourgogne, vallée de la Saône, caractérisée par un bon ensoleillement (1 900 h/an), un été chaud (18,5 °C), un air sec au printemps et en été et des vents faibles. 
Pour la période 1971-2000, la température annuelle moyenne est de 10,8 °C, avec une amplitude thermique annuelle de 17,7 °C. Le cumul annuel moyen de précipitations est de 790 mm, avec 11,1 jours de précipitations en janvier et 7,5 jours en juillet. Pour la période 1991-2020, la température moyenne annuelle observée sur la station météorologique de Météo-France la plus proche, « Dijon-Longvic », sur la commune d'Ouges à 5 km à vol d'oiseau, est de 11,4 °C et le cumul annuel moyen de précipitations est de 743,4 mm,. Pour l'avenir, les paramètres climatiques de la commune estimés pour 2050 selon différents scénarios d'émission de gaz à effet de serre sont consultables sur un site dédié publié par Météo-France en novembre 2022.

## Urbanisme

### Typologie
Au 1er janvier 2024, Fauverney est catégorisée bourg rural, selon la nouvelle grille communale de densité à 7 niveaux définie par l'Insee en 2022.
Elle est située hors unité urbaine. Par ailleurs la commune fait partie de l'aire d'attraction de Dijon, dont elle est une commune de la couronne,. Cette aire, qui regroupe 333 communes, est catégorisée dans les aires de 200 000 à moins de 700 000 habitants,.

### Occupation des sols
L'occupation des sols de la commune, telle qu'elle ressort de la base de données européenne d’occupation biophysique des sols Corine Land Cover (CLC), est marquée par l'importance des territoires agricoles (59 % en 2018), en diminution par rapport à 1990 (67 %). La répartition détaillée en 2018 est la suivante : 
terres arables (58,9 %), forêts (25,1 %), zones industrielles ou commerciales et réseaux de communication (10,2 %), zones urbanisées (5,6 %), zones agricoles hétérogènes (0,1 %). L'évolution de l’occupation des sols de la commune et de ses infrastructures peut être observée sur les différentes représentations cartographiques du territoire : la carte de Cassini (XVIIIe siècle), la carte d'état-major (1820-1866) et les cartes ou photos aériennes de l'IGN pour la période actuelle (1950 à aujourd'hui).

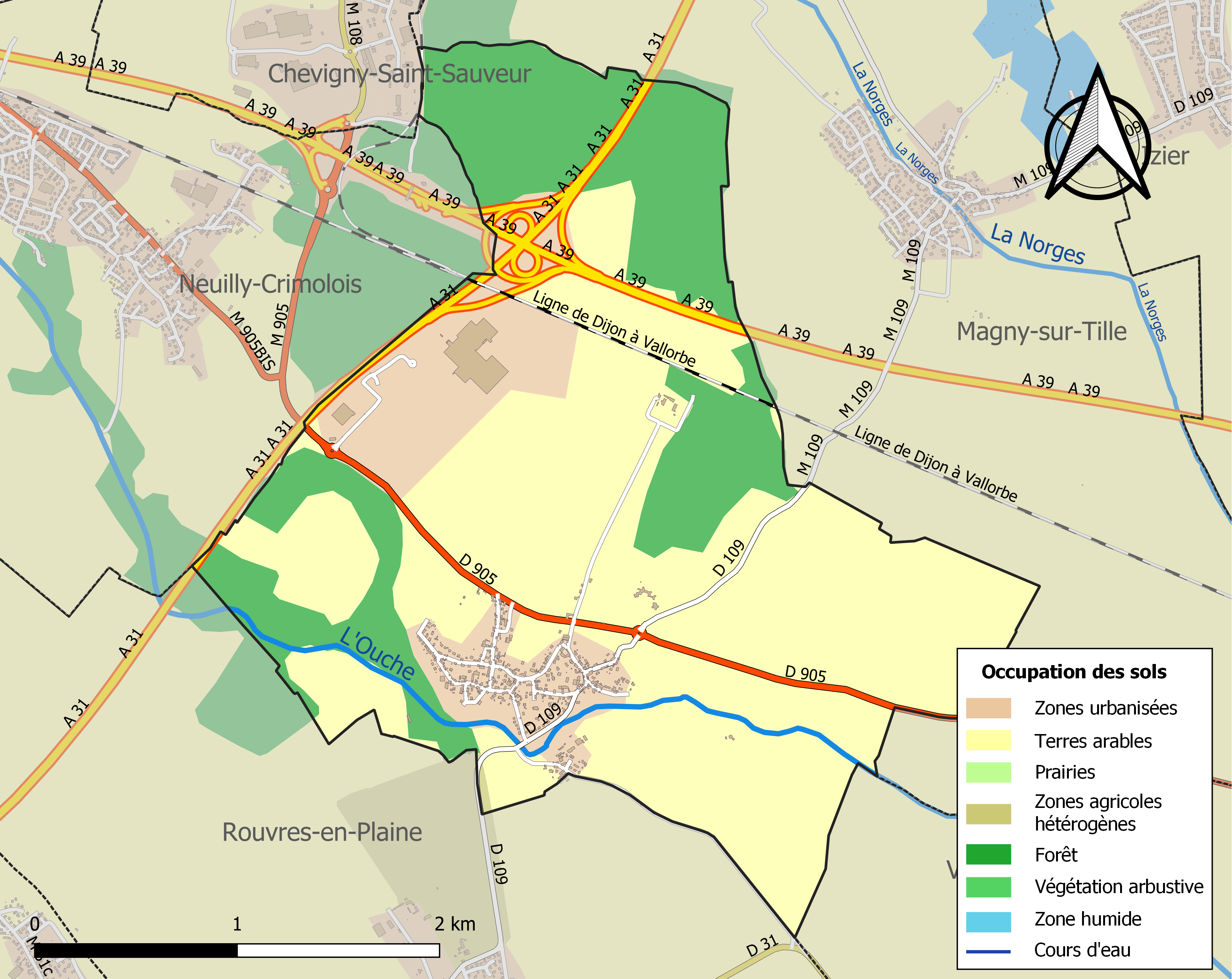
Carte des infrastructures et de l'occupation des sols de la commune en 2018 (CLC).

## Histoire

### Les seigneurs de Fauverney

#### La maison féodale de Mailly-Fauverney
Les origines des seigneurs de Fauverney sont probablement aussi anciennes que celles du village. La maison féodale de Mailly-Fauverney est issue de l'illustre maison de Mailly qui trouve ses origines en Bourgogne, dans le village éponyme et moderne des Maillys. Une branche de cette maison s'installera en Flandre et s'y illustra en de multiples branches. Le premier seigneur connu de Fauverney s'appelle Humbert.
- Humbert de Mailly, seigneur de Fauverney : il est le contemporain de l'évêque de Langres, Brun ou Bruno de Roucy (v.956-29 janvier 1016) et du comte Hugues de Beaumont (v.1007-avt 1033). Il figure parmi les nobles de haut rang du temps du comte Richard (v.980-entre 999 et 1007), frère aîné de Hugues III, et jusqu'au règne du Robert Ier, duc de Bourgogne en 1032. Son nom est également présent dans diverses chartes de l'abbaye de Bèze après 1008 lors de la donation de la terre de Neuvelle-lez-Champlitte par Girard de Champlitte et entre 1019 et 1022 de la donation de la seigneurie d'Arsoncourt par le même. Il fait une donation à l'église de Saint-Étienne de Dijon d'une prairie au lieu de Lampone, entre Magny-sur-Tille, Genlis et Varanges. Il épouse Anne qui ne serait pas issue de la maison de Sombernon, mais qui serait la sœur d'Halinard, abbé de Saint-Bénigne, et futur archevêque de Lyon. Ils eurent sept fils dont six sont nommés dans les chartes de l'église de Saint-Étienne de Dijon.
  - Garnier, prévôt et abbé de Saint-Étienne de Dijon, (v.980-1050) : il fait construire en 1045 sur l'emplacement du castrum romain, une église à Fauverney qui existe encore. C'est un homme riche et puissant qui administre les biens de sa maison après la mort de ses frères. Il devient l'un des donateurs les plus prolifiques de Saint-Étienne à qui il donne des biens à Arceau, Quetigny, Chevigny-Saint-Sauveur, Sennecey, Crimolois, Sampigny, Morveau et autres lieux plus ou moins proches de Dijon.
  - Foulques, chanoine de Saint-Étienne : il approuve avec son frère Garnier, un don de leur mère Anne "infra comitatum Hoscarensem, in villa que vocatur Marcelleis."
  - Gui : son nom apparaît dans l'une des donations de son frère Garnier.
  - Eustache ou Eustase : il est présent avec son frère aîné, Thierri, dans la notice où sont énumérés les donations de sa mère Anne sur Gevrey et Brochon.
  - Humbert : il est nommé dans une charte du duc Robert Ier de Bourgogne.
  - Anne : elle épouse un chevalier du mon de Girard dont elle a quatre fils, Gui, clerc; Humbert, Thierri et Thibaud qui furent chevaliers.
  - Thierri Ier, seigneur de Fauverney : il est l'aîné de la fratrie et l'héritier de la seigneur familiale. Il est nommé seul avec son père et sa femme dans une charte où ses parents donnent la prairie de Lampone à l'église de Saint-Étienne. Il est nommé avec son frère Eustache ou Eustase sur une notice des donations de leur mère. En 1043, il est nommé avec son frère Humbert. Il meurt après 1043. D'une dame dont le nom et la maison ne nous aient pas parvenu, il a au moins un fils, Étienne.
    - Étienne Ier, seigneur de Fauverney : il est cité entre 1055 et 1060 dans le procès-verbal de la dédicace de l'église Saint-Maurice de Sennecey-les-Dijon. Pour l'occasion, il fait donation à Saint-Étienne de l'atrium de l'église, et "s'engage à ne pas molester les hommes de l'abbaye domiciliés à Sennecey." D'une alliance inconnue, il a eu au moins un fils nommé Thierri.
      - Thierri II, seigneur de Fauverney : il fait donation vers 1070 à l'église de Saint-Étienne d'un meix situé à Norges-la-Ville. Il a au moins deux fils avec une demoiselle de nom et maison inconnus:
        - Gui, seigneur de Genlis : il est à l'origine de la première maison de Genlis.
        - Étienne II, seigneur de Fauverney : il est témoin en 1076 d'une donation du duc Hgues Ier de Bourgogne à l'abbaye de Saint-Étienne. Une mésentente se produit entre lui et l'abbaye car il en tue le prévôt Eudes. Il donne son alleu de Bellefond à l'abbaye de Saint-Bénigne et se fait moine entre 1077 et 1105 pendant l'abbatiat de Jarenton. Il a quatre enfants, probablement avec une fille de la maison de Trichateau, sœur des seigneurs Odon IV et Obert (1085-1102). 
          - Humbert II, seigneur de Fauverney : il est cité avant 1102 et jusqu'en 1132. Cette année, il prend part à la fondation de l'abbaye de Tart avec son fils Étienne III. Entre 1117 et 1122, ils approuvent en tant que suzerains du fief les donations d'Artaud de Marey sur Norges-la-Ville et Barges-le-Bois, village aujourd'hui disparu. Ce seigneur est cité avec son frère Thierri III comme "laudator de la donation du moulin du Fossé faite par Arbert de Sombernon à Saint-Étienne de Dijon." Il a d'une dame inconnue, un fils, Étienne.
            - Étienne III, seigneur de Fauverney : il prend part avec son père à la fondation de l'abbaye de Tart et approuve entre 1117 et 1122, toujours avec son père les donations du seigneur Artaud de Marey. Il meurt sans postérité.

          - Garnier, prévôt de Saint-Étienne v.1100 et après 1145 : il écrit un très grand nombre de chartes de cette abbaye du temps de l'abbé Garnier de Blaisy, qui démissionne en 1124, des prieurs Arnoult (1113-1117) et Galon (1117-1124), et de l'abbé Herbert (1124-1157).
          - Une fille : elle épouse Gui, vicomte de Clefmont, qui donne avec son beau-frère Thierri III la terre de Saint-Usage à l'abbaye de Tart.
          - Girard (filiation incertaine) : une charte de 1123-1132 le mentionne comme témoin d'un accord entre Thierri III et l'abaye de Saint-Bénigne.
          - Thierri III, seigneur de Fauverney : il est cité avec son frère Humbert dans plusieurs chartes. Il est parfois appelé Thierri de Dijon dans les chartes de l'abbaye de Bèze. Il est témoins de la convention entre le duc Hugues II de Bourgogne et les chanoines de Langres. En 1128, il est présent lors de l'arrangement conclu entre l'abbaye de Saint-Étienne de Dijon et les seigneurs de Beire-le-Fort et d'Arceau à propos des prés d'Ahuy et d'Hauteville. Vers 1129-1132, il est témoins des accords entre les Templiers et Gui de Trichateau lors de l'entrée de ce dernier dans l'ordre. Entre 1132 et 1140, il donne la terre de Saint-Usage à l'abbaye de Tart. Entre 1122-1132, il passe un accord avec l'abbaye de Saint-Bénigne pour des terres situées à Marsannay-la-Côte parce qu'il les revendiquait du chef de sa femme. Il épouse v.1113-1117 Elizabeth, fille de Savary de Donzy, comte de Chalon et d'Elisabeth, dame de Vergy. Une fois veuve, la dame de Fauverney prit le voile à Tart et en deviendra la première abbesse. Ils eurent au moins six enfants. 
            - Gui ou Guiard, seigneur de Fauverney : il devient seigneur de Fauverney après la mort de son frère et durant la minorité de ses neveux. Son nom apparaît dans de multiples chartes entre 1137 et 1177 environ. Après 1163, il fait deux donations à l'abbaye de Saint-Étienne: il donne la terre de Saint-Pierre et d'une rue voisine tout près de l'enceinte de la ville; il donne également divers droits dans la seigneurie de Quetigny. De sa femme "Nazelina, cognomento Dicissa", il a deux filles, Pétronille et Alais.
              - Pétronille.
              - Alais, dite Damerons.

            - Savari, chevalier de Bressey : il est le fondateur de la maison de Mailly-Fauverney-Bressey. Il est probablement le même seigneur qui en 1147 est mentionné dans les donations qu'Hugues de Blaisy fait à l'abbaye de cîteaux.
            - Hervé, chanoine régulier puis abbé de Saint-Étienne de Dijon (1170-1178).
            - Pierre, moine à l'abbaye de Bèze.
            - une fille (filiation incertaine) : elle épouse v.1142 un chevalier nommé Gauthier Minnius. 
              - Étienne IV, seigneur de Fauverney : en 1142, son nom est associé à ceux de ses frères Gui et Savari lors de la donation d'un serf nommé Landri à l'abbaye de Tart. Il disparaît prématurément et laisse la tutelle de ses deux fils à son frère Gui. Il a d'une dame inconnue deux fils, Humbert et Étienne.
                - Étienne, chanoine de Langres: entre 1163 et 1171, il est témoin avec son frère aîné et ses neveux lors d'un accord de donation de la terre de Saint-Pierre par leur oncle Gui à l'abbaye de Saint-Étienne de Dijon.
                - Humbert III, seigneur de Fauverney v.1175 : avant 1179 il approuve comme suzerain la donationqu'Haymon et Guillaume Channey avaient faite à l'abbaye de Saint-Bénigne de "12 sous de rente sur la prairie de Lamponne." Il meurt jeune et laisse plusieurs fils d'une alliance inconnue qui sont mentionnés entre 1163-1171 dans la donation de Gui de Fauverney.
                  - Guillaume Ier, seigneur de Fauverney : en 1187, il est l'un des garants de la seconde charte de commune de Dijon. Il meurt jeune entre 1187 1191.
                  - Étienne V, seigneur de Fauverney : il est mentionné comme le suzerain de Guiard d'Uchey dans une charte de la commanderie de Dijon.
                    - Guillaume II, seigneur de Fauverney (v.1185-avant 1240) : il est le fils probable de l'un des deux seigneurs précédents et est connu par les chartes où sa famille rappelle sa mémoire. Il épouse une demoiselle nommée Béatrix qui confirme en 1240 la donation du pré Marmot à l'abbaye de Tart par son beau-père. Ils laissent six enfants, Gauthier, Guillaume, Guiard, Gui, Jocerand et Vultricus.
                      - Guillaume, dit le Mouton, seigneur de Bailleux : il est mentionné de 1230 à 1259. Il épouse Mahaut de Bailleux, fille de Robert de Bailleux. Il laisse un fils d'une dame inconnue, Hugues
                        - Robert, dit le moutonnet, qui est mentionné de 1263 à 1296. Un Hugues le Moutenet, damoiseau, cité en 1345 est peut-être une de ses descendants.

                      - Guiard : il est cité dans deux chartes de l'abbaye de Saint-Bénigne de 1235 et 1242.
                      - Gui ou Guienot : il meurt avant 1253 en laissant un fils d'une alliance inconnue.
                        - Guillaume : il est vivant en 1274 et 1282.

                      - Jocerand : il est mentionné en 1240 et 1243.
                      - Vultricus : il est mentionné en 1240.
                      - Gauthier, seigneur de Fauverney (mort avant 1263) : il est l'aîné de la fratrie. En janvier 1231, il se déclare le vassal d'Hugues IV, duc de Bourgogne "pour tout ce qu'il possède dans la paroisse de Fauverney, et reçoit l'autorisation d'y bâtir une forteresse. Il est mentionné de 1231 à 1260. Il épouse avant 1238 une demoiselle appelée Marguerite. Ils ont un fils, nommé Guillaume.
                        - Guillaume III, seigneur de Fauverney ; il apparaît à côté de son père en 1253, 1255 et 1258 et jusqu'en 1282. Il a un fils avec une demoiselle inconnue.
                          - Guiot, seigneur de Fauverney, damoiseau : Il est le dernier Fauverney dont la filiation soit sûre.
                          - Jean de Fauverney (filiation incertaine), damoiseau. Il épouse Béatrix de Rochefort qui fait un acte en 1311.
                            - Pierre de Fauverney (filiation incertaine), chevalier ; il est cité en 1341. Il a peut-être pour fils Hugues.
                              - Hugues de Fauverney (filiation incertaine), qui d'une dame inconnue a trois enfants: Jean, Jacotte et Jeannotte qui avaient des fiefs à Mirebeau en 1365.
                                - Jean de Fauverney.
                                - Jacotte de Fauverney : elle épouse Hugues de Corgoloin.
                                - Jeannotte de Fauverney : elle épouse Perrenet, seigneur de Varanges.

### Lieux et monuments

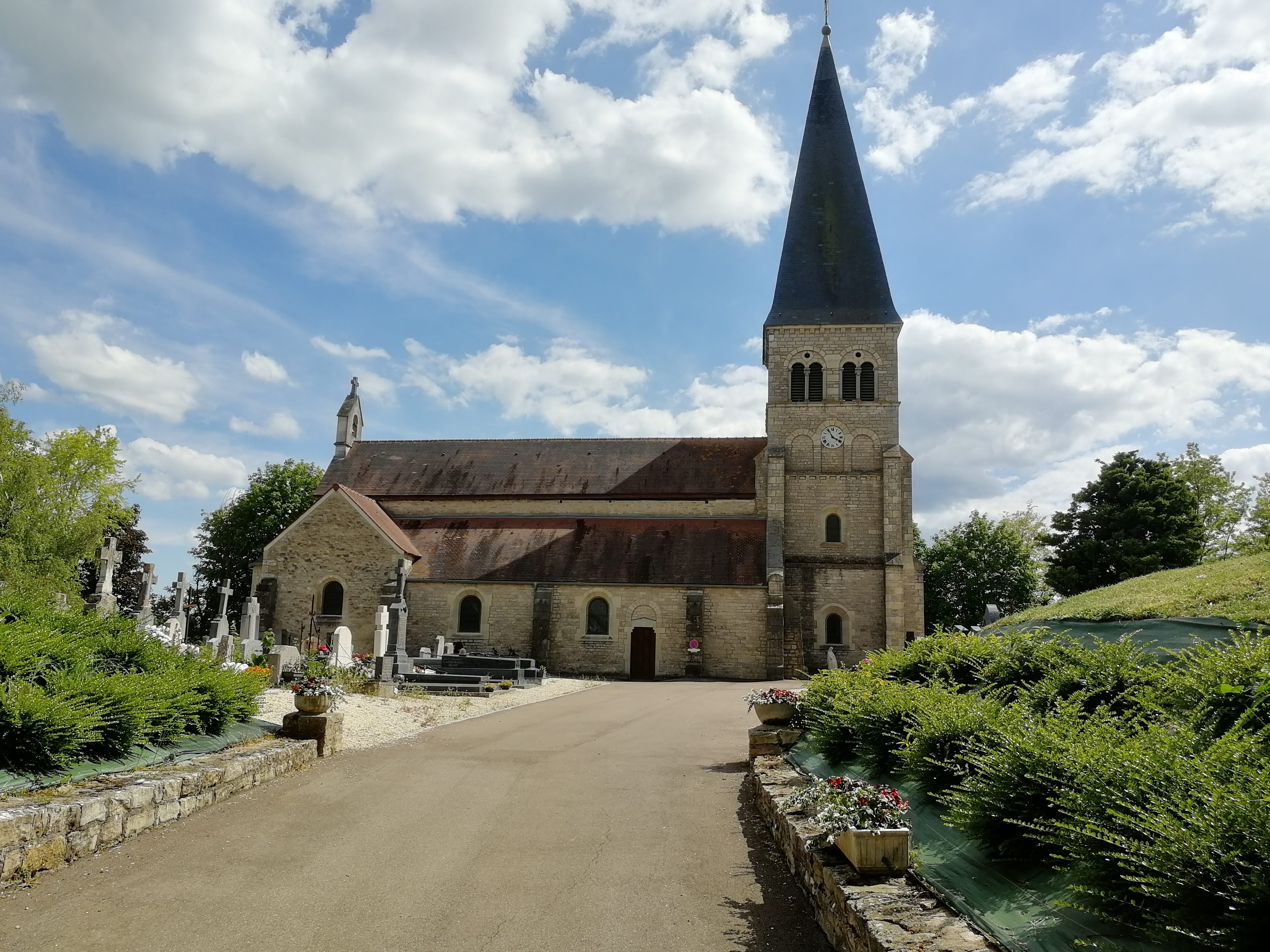
L'église.

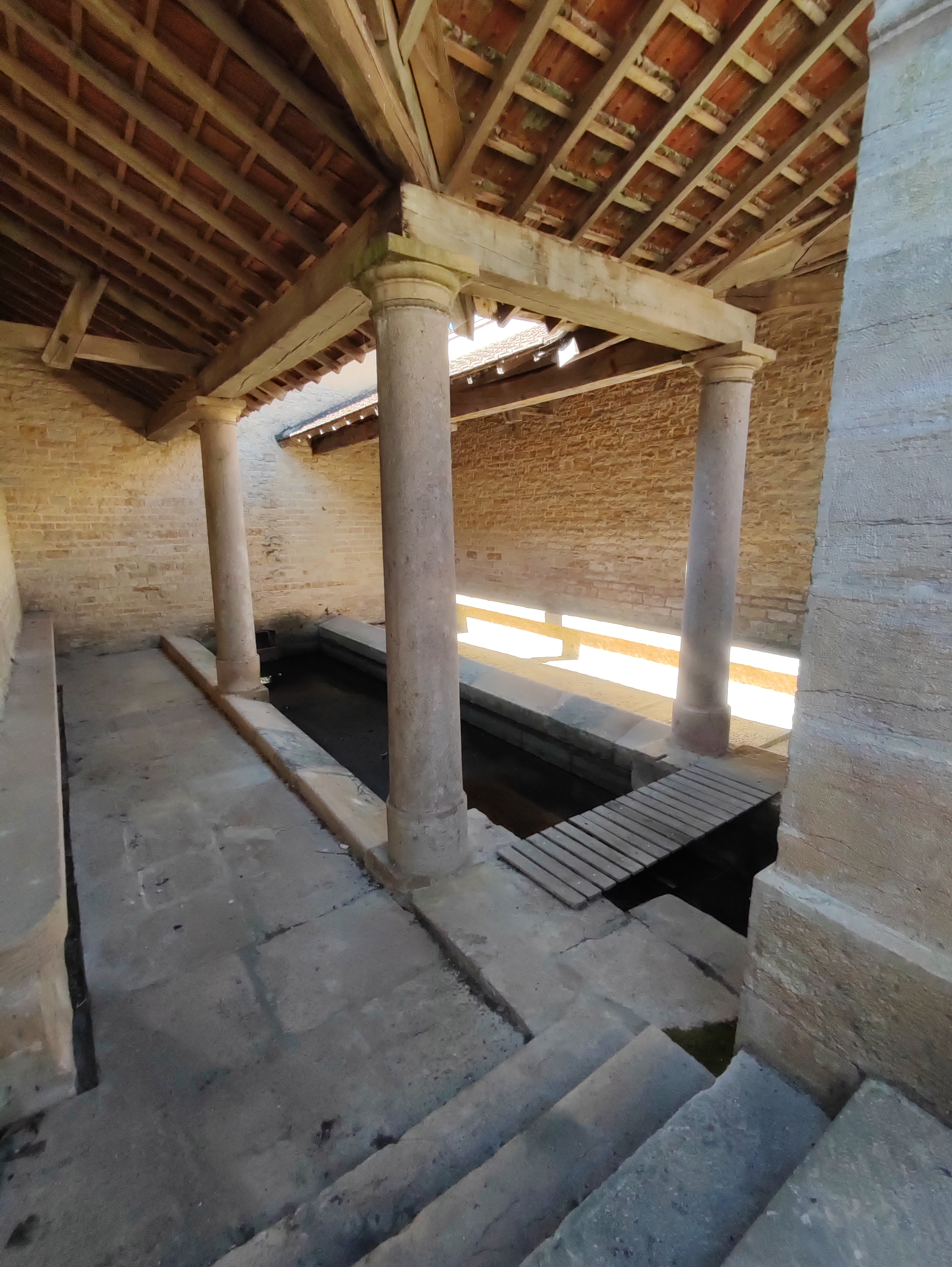
Le lavoir

## Politique et administration
| Période                                  | Période   | Identité            | Étiquette | Qualité |
| ---------------------------------------- | --------- | ------------------- | --------- | ------- |
| mars 2008                                | en cours  | François Bigeard    |           |         |
| mars 2001                                | mars 2008 | Bernard Rougetet    |           |         |
| juin 1995                                | mars 2001 | Dominique Degueurce |           |         |
| mars 1983                                | juin 1995 | Jean Martin         | PS        |         |
| Les données manquantes sont à compléter. |           |                     |           |         |

## Démographie
L'évolution du nombre d'habitants est connue à travers les recensements de la population effectués dans la commune depuis 1793. Pour les communes de moins de 10 000 habitants, une enquête de recensement portant sur toute la population est réalisée tous les cinq ans, les populations de référence des années intermédiaires étant quant à elles estimées par interpolation ou extrapolation. Pour la commune, le premier recensement exhaustif entrant dans le cadre du nouveau dispositif a été réalisé en 2004.

En 2022, la commune comptait 620 habitants, en évolution de −7,46 % par rapport à 2016 (Côte-d'Or : +0,82 %, France hors Mayotte : +2,11 %).
| 1793 | 1800 | 1806 | 1821 | 1831 | 1836 | 1841 | 1846 | 1851 |
| ---- | ---- | ---- | ---- | ---- | ---- | ---- | ---- | ---- |
| 453  | 531  | 568  | 524  | 525  | 641  | 617  | 651  | 656  |

| 1856 | 1861 | 1866 | 1872 | 1876 | 1881 | 1886 | 1891 | 1896 |
| ---- | ---- | ---- | ---- | ---- | ---- | ---- | ---- | ---- |
| 628  | 605  | 595  | 541  | 511  | 518  | 494  | 503  | 468  |

| 1901 | 1906 | 1911 | 1921 | 1926 | 1931 | 1936 | 1946 | 1954 |
| ---- | ---- | ---- | ---- | ---- | ---- | ---- | ---- | ---- |
| 469  | 423  | 419  | 356  | 382  | 389  | 383  | 397  | 489  |

| 1962 | 1968 | 1975 | 1982 | 1990 | 1999 | 2004 | 2006 | 2009 |
| ---- | ---- | ---- | ---- | ---- | ---- | ---- | ---- | ---- |
| 468  | 455  | 492  | 539  | 580  | 645  | 695  | 701  | 692  |

| 2014 | 2019 | 2022 | - | - | - | - | - | - |
| ---- | ---- | ---- | - | - | - | - | - | - |
| 667  | 619  | 620  | - | - | - | - | - | - |

## Culture locale et patrimoine

### Héraldique
| Blason | Blasonnement : D'azur au rai d'escarboucle fleurdelisé d'or. |